# تشارلز كونستانتين
تشارلز كونستانتين هو لاعب هوكي الجليد كندي، ولد في 30 أبريل 1954 في مونتريال في كندا.

## وصلات خارجية
- تشارلز كونستانتين على موقع EliteProspects.com (الإنجليزية)
- تشارلز كونستانتين على موقع HockeyDB.com (الإنجليزية)
- تشارلز كونستانتين على موقع Hockey-Reference.com (الإنجليزية)